# أندرو إدواردز
أندرو إدواردز (12 نوفمبر 1978 في هولندا - ) (بالإنجليزية: Andrew Edwards)‏ هو لاعب كريكت بريطاني. لعب مع Herefordshire County Cricket Club ‏.